# Вепрево (Великоустюгский район)
Вепрево — деревня в Великоустюгском районе Вологодской области.
Входит в состав Шемогодского сельского поселения, с точки зрения административно-территориального деления — в Шемогодский сельсовет.
Расстояние по автодороге до районного центра Великого Устюга — 30 км, до центра муниципального образования Аристово — 14 км. Ближайшие населённые пункты — Угол, Поповское, Федоровское, Козлово, Лучнево, Климлево, Павшино.
По переписи 2002 года население — 16 человек.